# Хильдур
Хильдур — женское имя скандинавского происхождения, происходит от древнескандинавского слова hildr — битва. Хильд — одна из валькирий. В скандинавском фольклоре из-за Хильд происходит битва Хьяднингов, однако в некоторых литературных произведениях, например в поэме Уильяма Герберта, битва происходит из-за Хильдур, дочери Ютландского короля Хогни. В Швеции именины приходятся на 18 января, в один день с именем Хильда. В период с 1901 по 1993 именины праздновались в отдельный день 22 января. До 1901 года в календаре поминалась Святая Приска, однако в 1901 году решено было отказаться от католических святых в пользу скандинавских имен. Мужской вариант имени зафиксирован на брактеате, относимом к 400 — 500 годам н.э.
- HMS Hildur[швед.] — шведский монитор.

- Хильдур — псевдоним Хедвиг Шарлотты Норденфлихт.[4]

Имя Хильдур носит героиня исландской сказки, королева эльфов, проклятая своей свекровью быть домоуправительницей у фермера и каждое рождество убивать одного из своих работников, на котором она ехала верхом навестить свое эльфийское королевство. Другой литературный персонаж, домоуправительница Хильдур Бок, более известная, как просто фрекен Бок — героиня трилогии Астрид Линдгрен о Карлсоне. Термин «фрекен» аналогичен терминам «мисс» и «мадемуазель», и означает незамужнюю женщину. Она же является главным героем пьесы «Подлинная история фрёкен Хильдур Бок» Олега Михайлова.